# Giappone ai Giochi della XV Olimpiade
Il Giappone ha partecipato ai Giochi della XV Olimpiade, svoltisi ad Helsinki, dal 19 luglio al 3 agosto 1952,  
con una delegazione di 69 atleti, di cui 11 donne, impegnati in 13 discipline,
aggiudicandosi 1 medaglia d'oro, 6 medaglie d'argento e 2 medaglie di bronzo.

## Medagliere

### Per discipline
| Sport        | Oro | Argento | Bronzo | Totale |
| ------------ | --- | ------- | ------ | ------ |
| Lotta libera | 1   | 1       | 0      | 2      |
| Nuoto        | 0   | 3       | 0      | 3      |
| Ginnastica   | 0   | 2       | 2      | 4      |
| Totale       | 1   | 6       | 2      | 9      |

### Medaglie
| Medaglia | Atleta                                                        | Sport        | Evento                                      |
| -------- | ------------------------------------------------------------- | ------------ | ------------------------------------------- |
| Oro      | Shohachi Ishii                                                | Lotta libera | Pesi gallo                                  |
| Argento  | Tadao Uesako                                                  | Ginnastica   | Corpo libero maschile                       |
| Argento  | Masao Takemoto                                                | Ginnastica   | Volteggio maschile                          |
| Argento  | Yushu Kitano                                                  | Lotta libera | Pesi mosca                                  |
| Argento  | Hiroshi Suzuki                                                | Nuoto        | 100 metri stile libero maschili             |
| Argento  | Shirō Hashizume                                               | Nuoto        | 1500 metri stile libero maschili            |
| Argento  | Hiroshi Suzuki Yoshihiro Hamaguchi Tōru Gotō Teijirō Tanikawa | Nuoto        | Staffetta 4x200 metri stile libero maschile |
| Bronzo   | Tadao Uesako                                                  | Ginnastica   | Volteggio maschile                          |
| Bronzo   | Takashi Ono                                                   | Ginnastica   | Volteggio maschile                          |